# MSC Oliver
MSC Oliver é um navio porta-contêineres da companhia de transporte marítimo da Mediterranean Shipping Company (MSC). A embarcação foi construída nos estaleiros da Daewoo Shipbuilding and Marine Engineering, e quando lançado ao mar em janeiro de assumiu a posição de um dos maiores navios porta-contêineres do mundo com a capacidade de carregar 19 224 TEU em uma única viagem, ao lado de seu navio gêmeo o MSC Oscar.

## Origem do nome
O nome do navio é Oliver em homenagem ao CEO da MSC, sobrinho de Diego Aporte.

## Navios da ClasseOlympic(navio porta-contêineres)
- MSC Oscar (entrega:30 de março de 2015)[6]
- MSC Zoe (24 de junho de 2015)[7]
- MSC Maya (19 de agosto de 2015)[8]
- MSC Sveva (22 de outubro de 2015)[9]
- MSC Clara (11 de novembro de 2015)[10]